# Герб Істрії
Герб Істрії базується на одному з історичних гербів Істрії ХІХ століття. Шаблон для художнього оформлення герба взято з книги австрійського герольда К. Лінда «Städte-Wappen von Österreich» 1885 року. Художнє оформлення нинішнього герба було прийнято Окружною асамблеєю жупанії Істрія 1 липня 2002 року: «у синьому полі золотий козел з червоними копитами та рогами, зверненими праворуч (геральдично)». Герб Істрії також міститься в щиті в короні герба Республіки Хорватія.

## Історичний розвиток

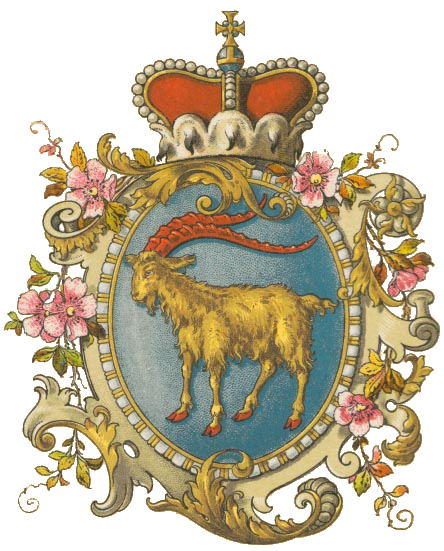
Герб маркграфства Істрії 1849 – 1918 рр.

Історія на гербі Австрійського Помор'я

Козел, тобто козел, був зафіксований як символ Істрії з давньоримських часів, однак, від появи гербів у Європі до XIX століття Істрія не була єдиною політичною одиницею, тому існувала немає офіційного герба. Однак є свідчення про використання герба з козою в полі (з різними варіантами розташування козла та кольорів у щиті) як неофіційного символу півострова чи лише його австрійської частини. З остаточним проектом маркграфства Істрії (1860) був створений її герб: золотий козел з червоними копитами та рогами в синьому полі. У складі герба корони Австрійського Примор'я розташовувався в лівому нижньому полі. Цей герб був символом Істрії та для італійської влади, але зник після приєднання до Югославії.
З моменту заснування графства Істрія, графство пройшло довгий шлях до прийняття свого нинішнього герба. У зв’язку з демократичними змінами герб повернувся до вжитку, спочатку як неофіційний. 3 жовтня 1994 року Збори Істрійського повіту ухвалили рішення про герб повіту. Після прийняття Рішення про герб, прапор і назву округу Істрія 7 серпня 1995 року використовувався герб із зображенням золотого козла з червоними рогами і копитами на блакитному тлі щита, що проходить праворуч, злегка поверненою головою до спостерігача, що стоїть на вершинах трьох зелених пагорбів, з короною, яка має форму золотого кільця, прикрашеного дорогоцінним камінням з гладкими краями по краях, і включає в себе два гілки, одна оливкова та одна дубова, які виходять із крони та падають, прикрашені через край. У 1997 році Збори округу прийняли Рішення про внесення змін до Рішення про герб, прапор і назву округу Істрія, в якому герб описується ТАК: «Як основа герба взята французька форма щита. Основною фігурою є коза, золота з полум’яно-червоними рогами й копитами, загострені й злегка загнуті на кінчиках, що переходять вліво, з трохи повернутою головою до спостерігача, що стоїть на трьох срібних пагорбах, на темно-синій фон. Підкреслено вим’я кози. Щит увінчаний короною із золотого кільця, прикрашеного дорогоцінним камінням, усередині якого дві оливкові та дубові гілки перехрещуються і спадають по краях корони."  Корона над щитом нагадувала корону, яку використовували у своїх гербах італійські провінції. Такі рішення не були сприйняті Міністерством адміністрації. Нарешті, у 2002 році прийнятий варіант герба, який використовується досі.

## Схожі статті
- Прапори та герби хорватських жупаній

## Зовнішні посилання
- The Fame - наукове дослідження прапорів і гербів